# Eleccions generals espanyoles de 1864
Les eleccions generals espanyoles del 22 de novembre de 1864 es van produir en el context de la Guerra de la Restauració a la República Dominicana.
José de la Gándara y Navarro, alcalde de Castejón de Valdejasa i governador de l'illa de Fernando Poo i de Santiago de Cuba, va ser nomenat governador de Santo Domingo el 31 de març de 1864 per tal d'evitar la seva independència, tot i així no ho va aconseguir. La legislatura va durar fins l'11 de juliol de 1865. Els presidents del Congrés dels Diputats foren:
- Alejandro de Castro Casal de novembre de 1864 fins al 20 de febrer de 1865[2]
- Martín Belda y Mencía del Barrio, del 21 de febrer al 7 de març de 1865[3]
- Fernando Álvarez Martínez, del 7 de març al 12 de juliol de 1865.[4]

El 12 de juliol es va donar per finalitzada la legislatura, tot i que no es convocarien noves eleccions fins l'1 de desembre de 1865.